# Großsteingrab Giekau
Das Großsteingrab Giekau ist eine megalithische Grabanlage der jungsteinzeitlichen Trichterbecherkultur bei Giekau im Kreis Plön in Schleswig-Holstein. Es trägt die Sprockhoff-Nummer 186.

## Lage
Das Grab befindet sich östlich von Giekau am nordwestlichen Rand des Waldgebiets Strezerberg. 1 km ostsüdöstlich liegen die Großsteingräber bei Panker.

## Beschreibung

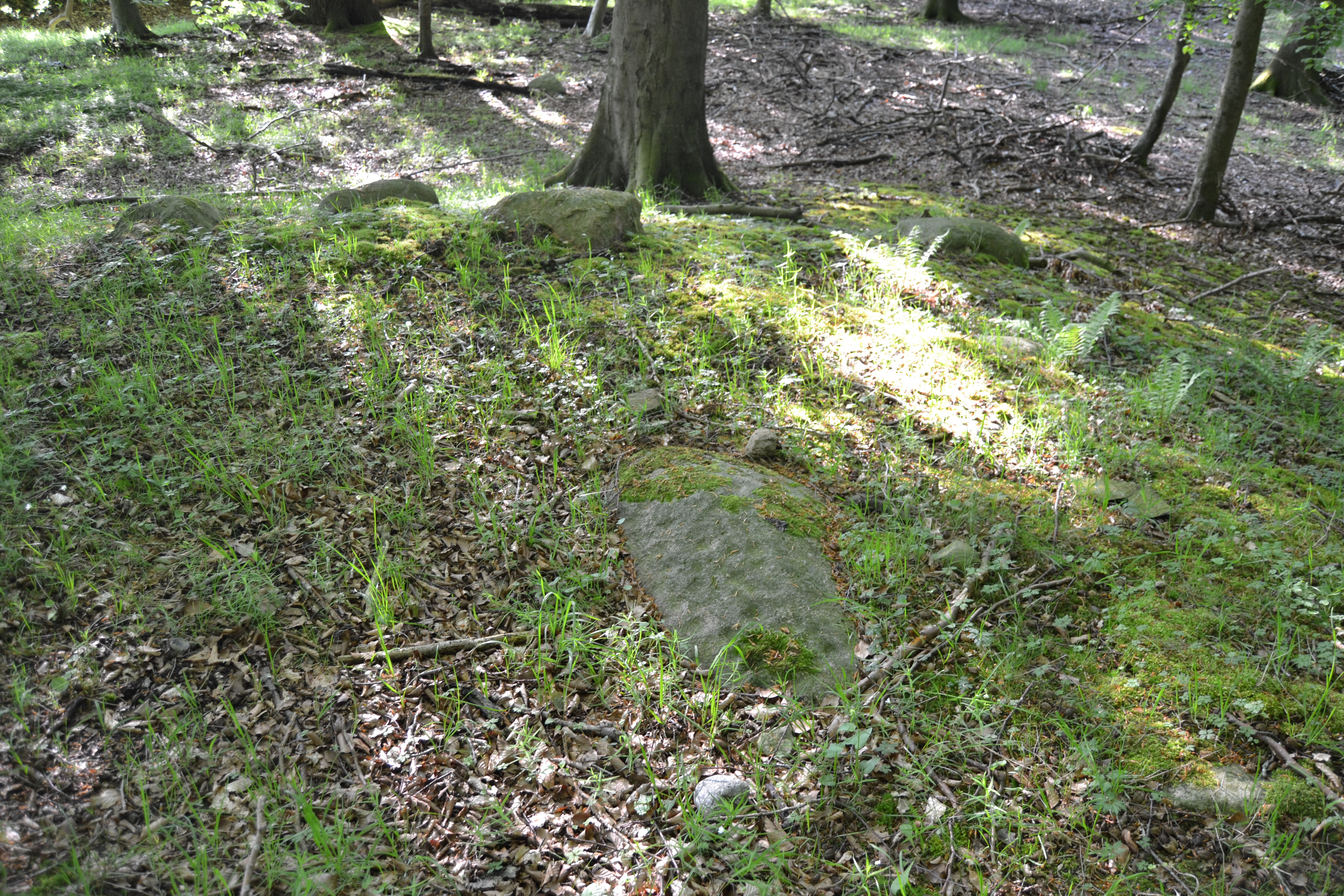
Der Deckstein der Grabkammer weist etwa 30 Schälchen auf

Die Anlage besitzt ein annähernd nord-südlich orientiertes Hünenbett mit einer Länge von 27 m und einer Breite von 12 m im Norden bzw. 8 m im Süden. Die Hügelschüttung hat noch eine erhaltene Höhe von 1,2 m. Von der Umfassung sind noch zahlreiche Steine an den Langseiten vorhanden, allerdings nur in der Nordhälfte des Betts. Am Nordende befindet sich die nord-südlich orientierte Grabkammer. Es sind zwei Wandsteine an der westlichen und drei an der östlichen Langseite sowie zwei Abschlusssteine an der nördlichen Schmalseite und ein Deckstein erhalten. Der Südteil der Kammer fehlt. Die Wandsteine sind vollständig mit Erde bedeckt, nur der Deckstein ragt aus dem Boden heraus. Er weist an seiner Oberseite etwa 30 Schälchen auf. Die genauen Maße und der Typ der Kammer lassen sich nicht sicher bestimmen.